# Forth (Proto-Kaw)
Forth is het vierde studioalbum van Proto-Kaw. Het kan beter gezien worden als een soloalbum van Kerry Livgren, de leider van de band. Het was een tijdje stil rond Proto-Kaw; het was de vraag of er na The wait of glory nog wel nieuw materiaal zou volgen. Livgren kreeg een beroerte en moest herstellen. Aan het eind van 2010 werd voor het eerst melding gemaakt van dit album; het verscheen uiteindelijk 3 augustus 2011 in de winkels.
Steve Morse is gastmusicus; Livgren en Morse kennen elkaar vanuit Kansas.

## Musici
- Kerry Livgren – zang, gitaar, toetsinstrumenten, percussie
- Lynn Meredith – zang
- John Bolton – dwarsfluit, saxofoon
- Dan Wright – toetsinstrumenten, percussie
- Jake Livgren – zang, altsaxofoon
- Graig Kew – basgitaar
- Mike Patrum – slagwerk, percussie

Met
- Steve Morse – gitaar op Pilgrim’s wake
- Daryl Batchelor – trompet op One to follow en Sleeping giant
- Bryan Nelson – trombone op One to follow en Sleeping giant

## Muziek
| Nr. | Titel                   | Duur |
| --- | ----------------------- | ---- |
| 1.  | Daylight                | 4:31 |
| 2.  | Pilgrim’s wake          | 5:29 |
| 3.  | Pollex                  | 5:20 |
| 4.  | Cold and clear          | 5:50 |
| 5.  | Lay down                | 5:35 |
| 6.  | Greek structure sunbeam | 5:33 |
| 7.  | On the air (again)      | 6:41 |
| 8.  | One to follow           | 4:22 |
| 9.  | Sleeping giant          | 5:24 |
| 10. | Things we are breaking  | 5:19 |
| 11. | Utopian dream           | 7:29 |